# 阿胡特里克
阿胡特里克（西班牙語：Ajuterique），是洪都拉斯的城鎮，位於該國中西部，由科馬亞瓜省負責管轄，始建於1862年，面積60.10平方公里，海拔高度654米，2001年人口8,966，人口密度每平方公里149.18人。